# Vicky Galindo
Vicky Galindo (* 22. Dezember 1983 in Union City, Kalifornien) ist eine US-amerikanische Softballspielerin.

## Leben
Galindo studierte an der University of California, Berkeley, und war 2003 bis 2005 Mannschaftsmitglied von California Golden Bears. Sie spielte des Weiteren für die Softballmannschaften Chicago Bandits in der National Pro Fastpitch. Bei den Olympischen Spielen 2008 gewann sie mit der US-amerikanischen Olympianationalmannschaft die Silbermedaille.

## Erfolge (Auswahl)
- Silbermedaille bei den Olympischen Spielen 2008